# Hollie Vise
Hollie Diane Vise, (Dallas, 6 de dezembro de 1987) é uma ginasta que compete em provas de ginástica artística pelos Estados Unidos da América.
Hollie foi por duas vezes medalhista de ouro no Mundial de Ananheim, em 2003, bem como a ginasta titular que compete em provas nacionais pela Universidade de Oklahoma, defendendo a equipe Sooners.

## Carreira
Nascida no estado norte-americano do Texas, Vise não é a única atleta em sua família: seus irmãos praticam diferentes esportes, sua mãe, na juventude, também fora uma ginasta, e seu avô, um boxeador. Aos três anos, começou a praticar a modalidade artística e aos seis passou ao treinamento competitivo. Nessa fase, mudou-se para Plano, a fim de treinar no World Olympic Gymnastics Academy, o WOGA. Lá, aos onze anos, tornou-se uma ginasta da elite júnior. Com a experiência, adotou um estilo gracioso e de boa flexibilidade, que lhe deram o reconhecimento do meio.
Competitivamente, em 1999, aos doze anos, a atleta começou a arquivar resultados. Na Plano Classic, conquistou duas pratas e três ouros, incluídos os títulos por equipes e concurso geral. Já no Nacional Americano, foi a terceira colocada na trave. No ano seguinte, subiu ao pódio em todas as competições nacionais de que participou, com destaque para as pratas nas barras assimétricas do Campeonato Nacional e do American Classic, e as vitórias no individual geral em duas copas. Em 2001, no Campeonato Nacional, foi a medalhista de prata no all around e a de ouro nas barras. No Goodwill Games, conquistou dois bronzes individuais - nas assimétricas e na trave.
Em 2002, somou mais medalhas nacionais: no American Classics, conquistou o ouro do concurso geral, das barras assimétricas e da trave. No Nacional, foi ouro nas barras e na trave e prata no geral individual. No ano posterior, defendendo a seleção estadunidense, disputou sua primeira competição internacional de grande porte, o Mundial de Ananheim, no qual, ao lado das compatriotas Courtney Kupets, Terin Humphrey, Chellsie Memmel, Carly Patterson e Tasha Schwikert, conquistou o ouro por equipes. Individualmente, empatou com Chellsie Memmel, no ouro das assimétricas. Em 2004, uma lesão a fez retira-se do Campeonato Nacional. Além, não se classificou para as Olimpíadas de Atenas. Em 2006, passou a competir pela Universidade de Oklahoma, defendendo a equipe Sooners, ainda que desiludida com a modalidade.

## Principais resultados
| Ano  | Evento                                    | AA               | Equipe | Salto sobre o cavalo | Trave             | Barras assimétricas | Solo |
| ---- | ----------------------------------------- | ---------------- | ------ | -------------------- | ----------------- | ------------------- | ---- |
| 1999 | Campeonato Nacional Americano (júnior)    |                  |        |                      | Medalha de bronze | Medalha de bronze   |      |
| 2000 | Campeonato Nacional Americano (júnior)    |                  |        |                      | Medalha de bronze | Medalha de prata    |      |
| 2000 | U.S Classics                              |                  |        |                      |                   | Medalha de prata    |      |
| 2001 | Goodwill Games                            |                  |        |                      | Medalha de bronze | Medalha de bronze   |      |
| 2001 | Campeonato Nacional Americano             | Medalha de prata |        |                      |                   | Medalha de ouro     |      |
| 2002 | Campeonato Nacional Americano             | Medalha de prata |        |                      | Medalha de ouro   | Medalha de ouro     |      |
| 2003 | Campeonato Mundial de Ginástica Artística |                  |        | Medalha de prata     |                   |                     |      |
| 2004 | Pré-Olímpico                              |                  |        |                      | Medalha de bronze |                     |      |